# Eroberung der Insel Gran Canaria

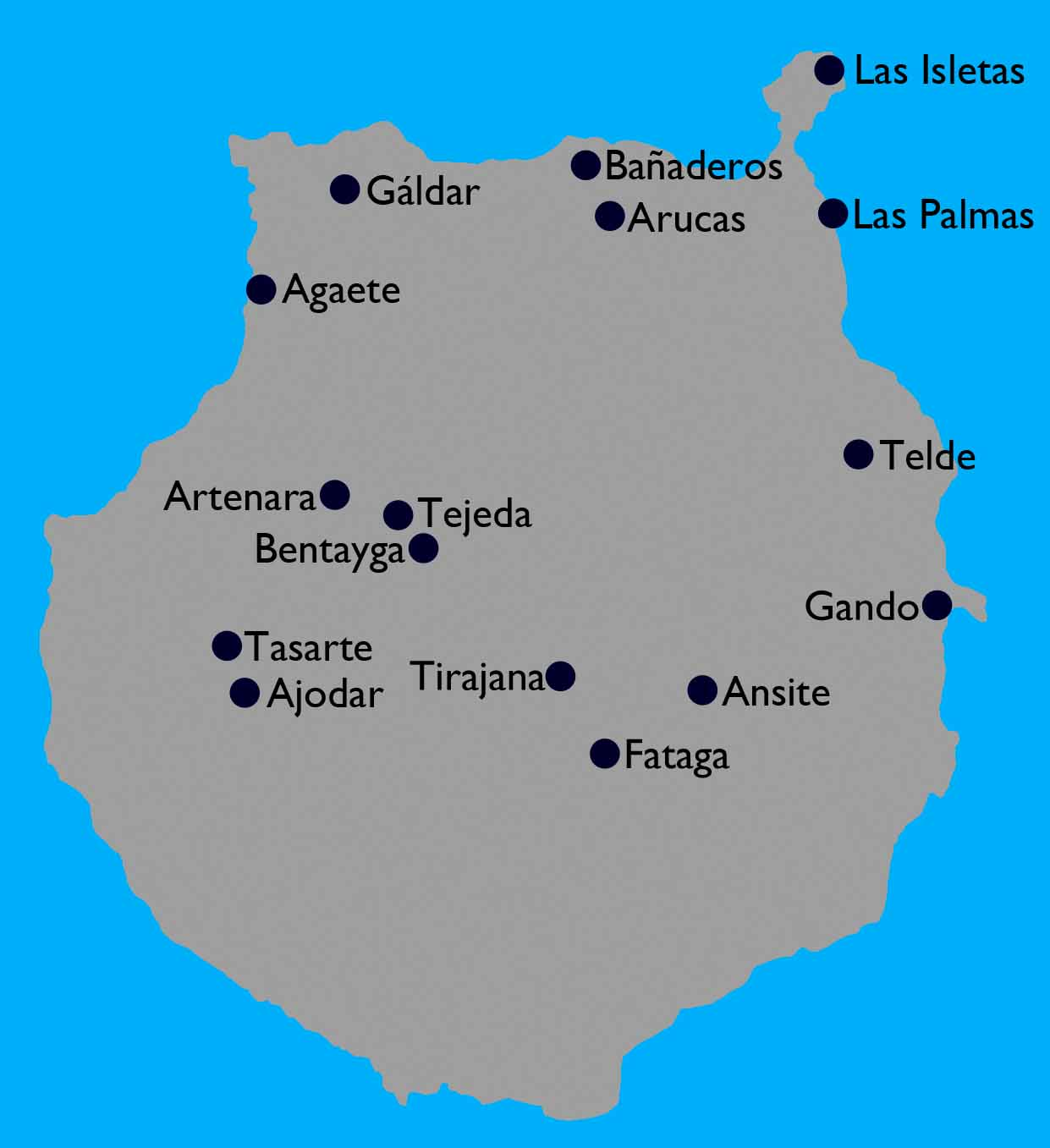
Orte die bei der Eroberung Gran Canarias 1478 bis 1483 von Bedeutung waren

Die Eroberung der Insel Gran Canaria durch den Einsatz von zeitweise mehr als 1000 Soldaten im Auftrag der Krone von Kastilien begann am 24. Juni 1478 mit der Landung der Truppen bei La Isleta (heute ein Stadtteil von Las Palmas de Gran Canaria) und endete mit der Kapitulation der Canarios in Ansite am 29. April 1483.

## Erste Versuche der Unterwerfung der Canarios
In der Chronik Le Canarien wird berichtet, dass 22 Mitglieder der Truppe Gadifer de la Salles 1405 nach Verhandlungen mit den Canarios in einen Hinterhalt gelockt und getötet wurden. Die Canarios gaben an, mehr als 10.000 bewaffnete Krieger zu haben.
Im Jahr 1452 erbten Inés Peraza de las Casas und ihr Ehemann Diego García de Herrera y Ayala die Rechte auf die Herrschaft über die Kanarischen Inseln. Eine der ersten Maßnahmen zur Herstellung ihrer tatsächlichen Herrschaft war 1454 die Durchführung eines Feldzugs nach Gran Canaria, der als unmittelbares Ergebnis den Besitz der Bucht von Gando hatte. Zwischen 1457 und 1459 ließen sie die „Torre de Gando“ (Turm oder Fort von Gando) bauen. Diese Verteidigungsanlage wurde 1459 durch portugiesische Truppen unter dem Befehl von Diego de Silva y Meneses im Sturmangriff eingenommen. Nachdem König Heinrich IV. von Kastilien gegen diesen Angriff bei seinem Schwager Alfons V. von Portugal protestiert hatte, wies dieser Diego da Silva an, die Torre de Gando an die rechtmäßigen Eigentümer Inés Peraza und ihren Ehemann Diego García de Herrera zurückzugeben. Diese ernannten Diego da Silva zum Festungskommandanten der Torre de Gando und ihrem Vertreter auf Gran Canaria. Am 16. August 1461 nahm Diego García de Herrera in Begleitung des Bischofs von Rubicón, Diego López de Illescas, die Insel Gran Canaria in einer symbolischen Zeremonie in der Gegend von Las Isletas in Besitz. Zeugen berichteten, dass die Guanartemes von Telde und Gáldar dabei ihrem neuen Herrn als Zeichen der Unterwerfung die Hände küssten. Diego García de Herrera glaubte damit auf einem guten Weg zu sein, die Annexion der Insel Gran Canaria in seinen Herrschaftsbereich auf friedlichem Weg zu erreichen. Zu dieser Zeit wurde in der Nähe der Torre de Gando weitere Gebäude errichtet, als Lager, in denen Vorräte und Waren lagern konnten, um die Garnison zu versorgen und um Orseille und andere Produkte zu verwahren, die mit den Ureinwohnern gehandelt wurden. Zu Beginn der 1470er Jahre kam es immer wieder zu Übergriffen der Kastilier auf die Canarios und ihre Viehherden. Das Ergebnis davon war, dass die Ureinwohner die Niederlassungen der Europäer angriffen und spätestens 1477 zerstörten. Die Herrschaft von Inés Peraza und ihrem Ehemann Diego García de Herrera über die Insel Gran Canaria, die sich bis dahin praktisch auch nur auf die Handelsstation beschränkt hatte, war damit beendet.

## Eroberung durch Truppen aus Kastilien
Im Rahmen des Kastilischen Erbfolgekrieges und der damit verbundenen Auseinandersetzungen zwischen Kastilien und Portugal erhielten die Kanarischen Inseln eine neue Bedeutung. Um die Rechte der Krone von Kastilien zu sichern, hielten Königin Isabella und König Ferdinand von Kastilien es für notwendig, dass auch die bisher nicht unterworfenen Inseln erobert würden.
Königin Isabella und König Ferdinand vereinbarten im Oktober 1477 mit den damaligen Inhabern der Rechte an der Eroberung der noch uneroberten Inseln Gran Canaria, La Palma und Teneriffa, Inés Peraza de las Casas und Diego García de Herrera, die Rückgabe dieser Rechte an die Krone von Kastilien.
Am 13. Mai 1478 gewährten Königin Isabella und König Ferdinand eine Capitulación, in der der Bischof von Rubicón Juan de Frías, der Dekan Juan Bermudéz und Juan Rejón beauftragt wurden, die Ungläubigen auf der Insel Gran Canaria und den anderen Inseln zu bekehren und der Herrschaft der Krone von Kastilien zu unterwerfen. Juan de Frías war als Geldgeber verantwortlich für Aufstellung, die Ausrüstung und die Versorgung der Truppe. Er nahm am Anfang nicht persönlich an der Eroberung teil. Juan Bermudez war nicht nur Kleriker, er wurde in den Anschreiben Königin Isabellas und König Ferdinands als Capitán (Hauptmann) noch vor Juan Rejón genannt, den sie auch zum Capitán ernannt hatten. Der Schiffstransport und ein Teil der Waffen wurde aus den Einnahmen eines päpstlichen Ablasses finanziert, der für die Bekehrung der Heiden erteilt worden war.

### Erste Phase 1478–1480
Am 24. Juni 1478 landeten mehr als zehn Schiffe mit etwa 600 Soldaten in der Bucht von Las Isletas, an der Nordspitze Gran Canarias. Darunter waren 20 berittene Soldaten der Santa Hermandad de Andalucía und Personen, die sich wegen ihrer Gegnerschaft gegen die herrschaftliche Regierung der Familie Peraza/Herrera in Lanzarote nach Sevilla geflüchtet hatten. Die Truppe bestand zum größten Teil aus Soldaten, die Juan Rejón in Andalusien angeworben hatte. Südlich des Landeplatzes, an der Mündung des Barranco Guiniguada, weit entfernt von der nächsten Ansiedlung der Canarios, gab es gutes Wasser und die Möglichkeit, sich, wenn es nötig sein sollte, auf Schiffe zurückzuziehen. Am Rande eines Palmenwalds wurde ab dem 24. Juni 1478 ein befestigtes Heerlager errichtet, das „Real de Las Palmas“ genannt wurde, die spätere Stadt Las Palmas de Gran Canaria.
Wenige Tage nach der Landung erschienen etwa 500 (andere Quellen sprechen von 2000) Canarios unter der Führung Doramas, des Guanartemes von Telde, vor dem Lager. Sie traten in Schlachtordnung mit Lanzen und langen Holzstäben an. Es gab einige Handgemenge. Dabei starben 30 Canarios und mehr als 50 wurden verletzt. Bei den Kastiliern gab es sieben Tote und 20 Verletzte. Die Canarios zogen sich schnell zurück. Sie hatten daraus gelernt, sich nicht auf eine offene Schlacht einzulassen.
Zu Ende des Sommers unternahmen die kastilischen Truppen Raubzüge in der näheren Umgebung ihres Lagers. Die Aktionen bestanden daraus, die Ernte und die Feigenbäume zu verbrennen und die Palmen in der Nähe der Ansiedlungen der Canarios zu fällen. Dabei raubte man das Vieh und nahm Gefangene. Ein Vorgehen, das bei der Reconquista auf der Iberischen Halbinsel auf beiden Seiten üblich war. Juan Bermudez war mit dieser Art der Kriegführung nicht einverstanden, nicht nur aus humanitären Gründen, sondern auch, weil so die Verpflegung der Truppe aus Mitteln des Landes erschwert wurde. Darüber hinaus erhöhte dieses Vorgehen den Widerstand der Canarios und war nicht geeignet, eine friedliche Übereinkunft durch eine Kapitulation zu erreichen. Es kam deswegen zu Auseinandersetzungen zwischen Juan Bermudez und Juan Rejon. Die Fortschritte bei der Eroberung waren durch diesen internen Streit der Kastilier und den unerwartet starken Widerstand der Canarios gering. Um Ordnung in die Führung des Unternehmens zu bringen, ernannten Königin Isabella und König Ferdinand am 27. August 1478 Pedro de Algaba zum Gouverneur und damit zum obersten Richter auf der Insel. Er kam Ende des Jahres 1478 nach Gran Canaria. Im August 1479 landeten auf Gran Canaria zusätzliche 400 Soldaten, Pferde und neue Lebensmittel. Am 24. August 1479 machten die Kastilier einen Vormarsch mit 400 Reitern und 500 Fußsoldaten in Richtung Caldera de Tirajana. Die kastilische Armee wurde durch die Canarios geschlagen und auf dem Rückzug verfolgt, wobei es reichlich Verluste bei dem kastilischen Militär gab. Ein Angriff auf Gáldar musste wegen Versorgungsschwierigkeiten abgebrochen werden.
Da Pedro de Algaba die Gegensätze zwischen den verschiedenen Gruppen der kastilischen Truppen nicht überbrücken konnte, schickte er Juan Rejon, den er für den Haupturheber der Streitigkeiten hielt, nach Kastilien, damit das königliche Gericht dort den Fall entscheiden sollte. Das Gericht hatte an dem Verhalten Rejons nichts auszusetzen. Am 23. April 1480 verließ Juan Rejon Cádiz mit neuen Truppenauffrischungen. Er erreichte Las Isletas am 2. Mai 1480. Er ließ den Gouverneur Pedro de Algaba unter dem Vorwurf, dieser habe die Insel an die Portugiesen übergeben wollen, festnehmen und nach kurzem Prozess im Mai oder Juni 1480 hinrichten. Den Dekan Juan Bermudez, der der kirchlichen Gerichtsbarkeit unterworfen war, wies er nach Lanzarote aus.

### Zweite Phase 1480–1483
Da die bisherigen Capitulantes, der Bischof Juan de Frías, der Dekan Juan Bermudez und der Hauptmann Juan Rejon, bei der Erreichung der Ziele der Capitulación kaum Fortschritte machten, beauftragten Königin Isabella und König Ferdinand in einer Capitulación vom 24. Februar 1480 den Contador Mayor de Cuentas (Rechnungsprüfer der königlichen Einnahmen) Alonso de Quintanilla, den Capitán de mar Fernández Cabrón und den am 4. Februar 1480 zum Gouverneur von Gran Canaria ernannten Pedro de Vera mit der Eroberung der Insel. Bei dieser Capitulación spielten wirtschaftliche Vorteile für die Capitulantes eine bedeutendere Rolle als in der Capitulación vom 13. Mai 1478.
Es hatte sich gezeigt, dass das Nebeneinander von Gouverneur und militärischen Hauptleuten zu Schwierigkeiten führte. Deswegen vereinigten das Königspaar die zwei Aufgaben in einer einzigen Person, die genug kriegerische und verwaltungstechnische Erfahrung mitbrachte. Am 4. Februar 1480 wurde Pedro de Vera zum Oberbefehlshaber des Eroberungsheeres und zum Gouverneur der Insel ernannt. In der Ernennungsurkunde waren seine Aufgaben und Befugnisse differenziert aufgelistet. Dies betraf auch Regelungen, die erst nach Abschluss der Eroberung in Kraft treten sollten. Er erreichte Gran Canaria im August 1480. Seine erste Amtshandlung war die Aufklärung des Todes von Pedro de Algaba, seines Vorgängers als Gouverneur. Pedro de Vera ließ Juan Rejon festnehmen und zum königlichen Hof Kastiliens bringen, damit dort entschieden würde. Damit war das Oberkommando über die kastilischen Truppen eindeutig geklärt und die Eroberung wurde nicht weiter durch interne Auseinandersetzungen behindert.
Im Feldlager in Las Palmas hielten sich 1481 etwa 200 Canarios auf, die dort hingekommen waren, um getauft zu werden, und danach nicht mehr zu ihren Landsleuten zurückkehren konnten. Pedro de Vera sah sie als eine potenzielle Gefahr für die Sicherheit des Lagers an. Außerdem war die Versorgungslage der Truppe nicht so, dass ohne Weiteres 200 weitere Personen verpflegt werden konnten. Er schlug diesen Canarios vor, mit ihnen die Eroberung der Insel Teneriffa zu beginnen. Nachdem sie zu je einhundert Personen auf zwei Karavellen verteilt Gran Canaria verlassen hatten, wurden sie in Lanzarote an Land gesetzt und ihrem Schicksal überlassen.
Im Laufe des Sommers 1481 kamen immer wieder Schiffe mit zusätzlichen Soldaten, Armbrustschützen und Reitern nach Gran Canaria. Mit diesen neuen Truppenauffrischungen organisierte Vera einen Feldzug gegen die Canarios im Norden der Insel. In der Nähe von Arucas gab es eine Schlacht, in der Doramas, einer der wichtigsten militärischen Führer der Canarios, getötet wurde. Sein Tod schwächte den Widerstand der Ureinwohner. Zu dieser Zeit wurde versucht, Friedensverträge zwischen den Kastiliern und den Canarios zu schließen. Allerdings lehnte ein großer Teil der Canarios eine Kapitulation zu diesem Zeitpunkt ab.
Ende 1481 wurde auf der Westseite der Insel von See her mit dem Bau eines zweiten Stützpunktes begonnen. Ende September war die Anlage die „Torre de Agaete“ fertiggestellt. Ihr Kommandanten wurde Alonso Fernández de Lugo. Auf diesem Stützpunkt wurden 1482 auch Hernán Peraza, der Herr der Inseln El Hierro und La Gomera, mit seinen 80 Soldaten aus La Gomera stationiert, die durch Königin Isabella und König Ferdinand zur Unterstützung bei der Eroberung der Insel verpflichtet worden waren.
Im Februar 1482 wurde der Guanarteme von Gáldar Tenesor Semidán gefangen genommen. Er wurde nach Kastilien geschickt und Königin Isabella und König Ferdinand vorgestellt. Nachdem er durch Kardinal Pedro González de Mendoza auf den Namen seines Paten des Königs getauft worden war, trug er den Vornamen Ferdinand (Fernando) und als Hausnamen seinen früheren Titel Guanarteme.
Nach seiner Rückkehr nach Gran Canaria unterstützte er die kastilischen Eroberer dadurch, dass er die Canarios, die sich auf die Fortaleza de Ansite zurückgezogen hatten, zur Aufgabe veranlasste. Diese Kapitulation am 28. oder 29. April 1483 gilt als der Abschluss der Eroberung der Insel Gran Canaria. Im Januar 1484 wurde das Heer aufgelöst.

## Folgen der Eroberung

### Folgen für die Canarios
Wie viele Ureinwohner bei Kampfhandlungen getötet wurden oder aufgrund der anfangs angewendeten Taktik der Verbrannten Erde verhungerten, ist nicht bekannt. Der Bestand der Bevölkerung wurde aber auch durch andere Maßnahmen der Eroberer von etwa 14.000 auf 12.000 Personen verringert. Als Mittel der Kampfführung wurden Canarios gefangen genommen und auf die anderen Inseln und nach Andalusien gebracht. Sie wurden auf verschiedene Orte in Andalusien verteilt, ein guter Teil siedelte sich in Sevilla an, wo die Lebensbedingungen nicht die besten waren. Diese Verschleppungsaktionen wurden nicht mit dem Abschluss der Eroberung beendet. Die Ureinwohner wurden zwar nur selten als Sklaven verkauft, mussten sich aber zu sklavenartigen Bedingungen Arbeit suchen. Die Königin und der König von Kastilien stellten fest, dass diese Personen ein Recht hatten, in ihre Heimat zurückzukehren und beauftragten den Bischof von Rubicón damit, die Rückführung zu organisieren. Daraus entwickelte sich eine Teilnahme der verschleppten Canarios an der Eroberung der Inseln La Palma und Teneriffa, für die auch auf der Insel Gran Canaria waffenfähige Männer angeworben wurden.
Ein bedeutender Anteil blieb im Land als freie Menschen. Bei der Landverteilung auf der Insel erhielten etwa 21 Ureinwohner eine Zuteilung auf der Insel. Auf der Insel Teneriffa war der Anteil der Canarios, die bei der Landverteilung für ihre geleisteten Dienste mit Landzuteilungen belohnt wurden, größer.

### Folgen für die Eroberer
1484 wurde das Heer auf der Insel Gran Canaria aufgelöst. Einem Teil der Soldaten wurde die vereinbarte Entlohnung ausgezahlt und sie kehrten auf die Iberischen Halbinsel zurück. Mit einem anderen Teil der Soldaten war ausgemacht worden, dass sie nach Abschluss der Eroberung mit Land- und Wasserrechten auf der Insel entlohnt werden sollten. Die Verteilung des Landes war 1480 bei seiner Ernennung zum Gouverneur Pedro de Vera übertragen worden. Er sollte im Einvernehmen mit Michel de Moxica handeln. Der war in der Schlacht von Ajodar 1483 getötet worden. Pedro de Vera selbst reiste direkt nach der Feststellung des Abschlusses der Eroberung auf die Iberischen Halbinsel. Daraus ergab sich, dass ein großer Teil der Personen, die glaubten, Anspruch auf Landbesitz zu haben, Ländereien zu ihrem Eigentum erklärten und mit der Nutzung begannen. Erst aus dem Jahr 1485 gibt es Hinweise darauf, dass Land- und Wasserrechte offiziell zugestanden wurden.